# Дот (фильм)
«Дот» — российско-украинский телефильм 2009 года режиссёра Анатолий Матешко

## Сюжет
1941 год, Великая Отечественная война. При гитлеровском наступлении советский дот оказывается в глубоком немецком тылу. В доте четверо — капитан Леонов, старшина Ковш, и двое юных необстрелянных солдат — рядовые Шитиков и Камаринский.
Немцы поначалу не обращают внимание на дот в тылу. Но затем уничтожить его — лёгкую как кажется задачу — немецкий генерал отправляет отряд под командованием своего сына, служащего в безопасности вдалеке от фронта, и найдя повод «подвигом» уничтожения дота заслужить награды и повышение в звании. Но немцы нарываются на серьёзный отпор засевших в доте советских воинов.
Ситуация осложняется когда в дот со сбитого самолета попадают летчица Анна и штабной генерал Гордеев — носитель сверхсекретной информации.

## В ролях
- Евгений Ганелин — Леонов, командир дота, капитан
- Игорь Ливанов — генерал Гордеев
- Татьяна Черкасова — Анна
- Александр Суворов — старшина Ковш
- Станислав Мельник — рядовой Шитиков
- Андрей Исаенко — рядовой Камаринский
- Давид Циммершиед — Клаус
- Игорь Гнездилов — Гюнтер
- Сергей Калантай — Курт

## Критика
По сравнению с массой современных фильмов и сериалов о войне, зачастую невысокого качества, этот низкобюджетный телефильм оценивается как неплохой:

Вчера вечером вдобавок к телесериалу «Сильнее огня» и фильму «Ни шагу назад!» я решил посмотреть ленту Анатолия Матешко под названием «Дот», которая оказалась, по моему мнению, в три раза лучше по художественному уровню, нежели упомянутые провальные картины, к тому же с элементами плагиата. Однако на сайте Кинопоиска она получила гораздо меньшие оценки, и зрители отзываются об этом самом «Доте» весьма презрительно. Любопытно, что просмотренная мною сегодня в кинотеатре «Брестская крепость» едва превосходит фильм Матешко и более пяти баллов не заслуживает.— киновед Сергей Кудрявцев

Фильм даже выбивается из общей колеи: и сюжетная линия интересная, и игра актеров — Игоря Ливанова и Евгения Ганелина — большой плюс фильму. Да и как бы не кричали критики о недостатках, «держит» фильм до последнего — даже если по телевизору с рекламой вперемешку смотреть, все равно не переключишь :) Радует и своей добротой, и позитивом, и юмором, и патриотизмом. «Дот» можно критиковать, но поставить его перед 9 мая в эфир, думаю, совсем не стыдно. А для подрастающего поколения — даже полезно.
Хотя «критики замечают в фильме кучу ляпов» и «абсурдных ошибок», но отмечая, что это было неизбежно для «сделанного наспех» низкобюджетного телефильма без военного консультанта.

## Фестивали и награды
Главный приз в номинации «Лучший игровой фильм» II-го Кинофестиваля телевизионных фильмов «Золотая пектораль» (Трускавец, Украина).